# Paralympische Zomerspelen 1972
De IVe Paralympische Spelen werden in 1972 gehouden in Heidelberg, West-Duitsland.

## Medaillespiegel
Het IPC stelt officieel geen medaillespiegel op, maar geeft desondanks een medailletabel ter informatie. In de spiegel wordt eerst gekeken naar het aantal gouden medailles, vervolgens de zilveren medailles en tot slot de bronzen medailles.
De onderstaande tabel geeft de top-10, aangevuld met België. In de tabel heeft het gastland een blauwe achtergrond.
| Plaats | Land                     | NPC | Goud | Zilver | Brons | Totaal |
| 1      | Bondsrepubliek Duitsland | FRG | 28   | 17     | 22    | 67     |
| 2      | Verenigde Staten         | USA | 17   | 27     | 30    | 74     |
| 3      | Groot-Brittannië         | GBR | 16   | 15     | 21    | 52     |
| 4      | Zuid-Afrika              | RSA | 16   | 12     | 13    | 41     |
| 5      | Nederland                | NED | 14   | 13     | 11    | 38     |
| 6      | Polen                    | POL | 14   | 12     | 7     | 33     |
| 7      | Frankrijk                | FRA | 10   | 8      | 15    | 33     |
| 8      | Israël                   | ISR | 9    | 10     | 9     | 28     |
| 9      | Italië                   | ITA | 8    | 4      | 5     | 17     |
| 10     | Jamaica                  | JAM | 8    | 3      | 4     | 15     |
|        |                          |     |      |        |       |        |
| 23     | België                   | BEL | 1    | 1      | 2     | 4      |

## Nederlandse medailles

### Goud
- Marijke Ruiter (3 keer) - Zwemmen
- Ingrid van der Benden (4 keer) - Zwemmen
- van Opdorp (2 keer) - Zwemmen
- de Vries-Noordam (2 keer) - Atletiek & Tafeltennis
- Nederlands Zwemteam - Zwemmen
- H. Hilberink - Zwemmen
- Harry Lamberts - Zwemmen
- Nederlands Tafeltennisteam - Tafeltennis

### Zilver
- Nettie van der Krieke (4 keer) - Zwemmen
- Piet Blanker (2 keer) - Boogschieten & Dartchery
- Popke Popkema (2 keer) - Boogschieten & Dartchery
- Mary Kuivenhoven (2 keer) - Zwemmen
- Harry Lamberts (2 keer) - Zwemmen
- van Opdorp - Boogschieten
- de Vries-Noordam - Atletiek
- Nederlands Zwemteam - Zwemmen
- Jonker - Zwemmen
- Gerrit Pomp - Zwemmen

### Brons
- Gerrit Pomp (2 keer) - Zwemmen
- P. Suijkerbuijk (2 keer) - Tafeltennis
- Popke Popkema - Boogschieten
- E.H. Roek - Atletiek
- Graveland - Zwemmen
- Mary Kuivenhoven - Zwemmen
- Jeanne de Backer - Zwemmen
- van Opdorp - Zwemmen
- Pimmelar - Tafeltennis
- Irene Schmidt - Tafeltennis

## Belgische medailles

### Goud
- Frank Jespers - Atletiek

### Zilver
- L. Verbrauwe - Tafeltennis

### Brons
- Remi van Ophem - Atletiek
- Seilleur - Dartchery
- van Braet - Dartchery

## Deelnemende landen
Het IPC geeft aan dat 43 landen meededen en geeft bovendien aan dat de volgende 42 Nationaal Paralympisch Comités tijdens de Spelen door een of meerdere sporters werden vertegenwoordigd: